# Фарерсько-Ісландський поріг

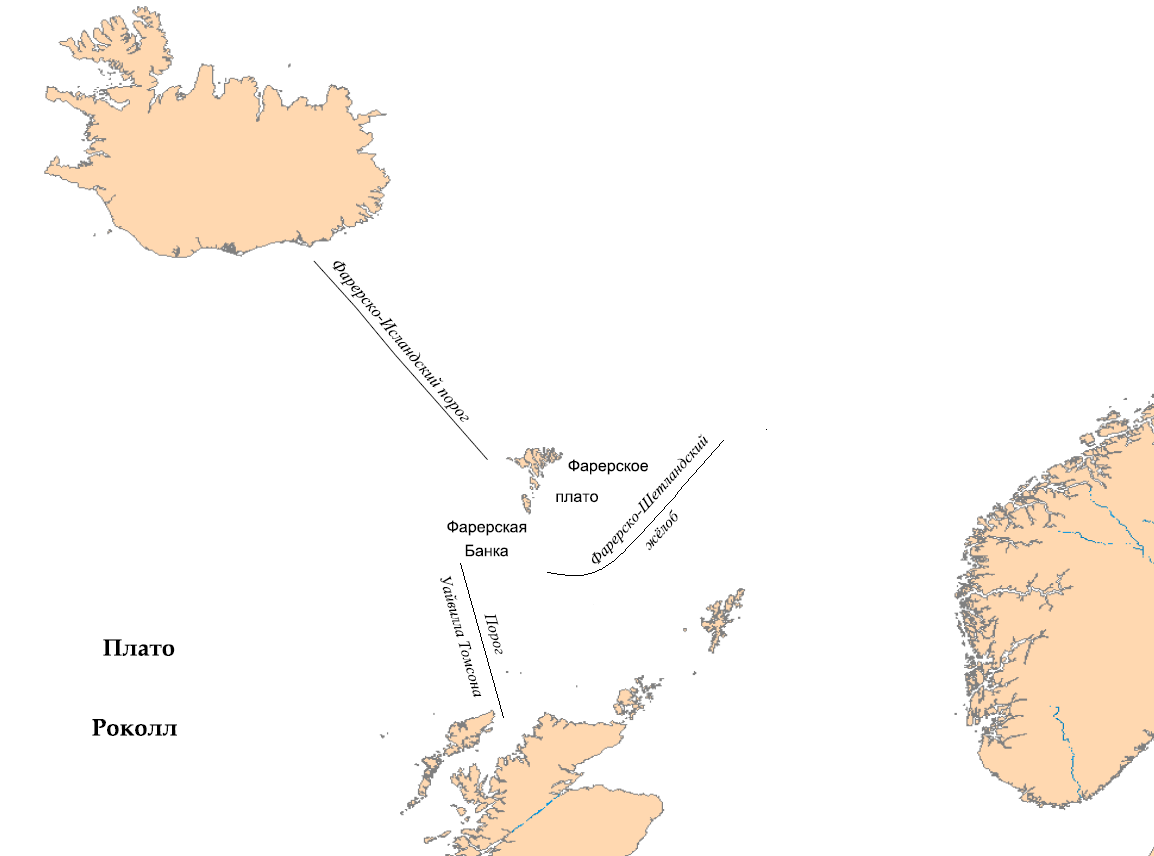
Схема розташування Фарерсько-Ісландського порога

Фарерсько-Ісландський поріг (Фареро-Ісландський поріг, Faroe-Iceland ridge) — підводна височина в північній частині Атлантичного океану, яка з'єднує підводні основи Фарерських островів та острова Ісландія.

## Географічне положення
Фарерсько-Ісландський поріг розташований між північно-західним краєм Фарерських островів і південно-східним узбережжям Ісландії. Довжина Фарерсько-Ісландського порогу становить понад 500 км; ширина в контурі ізобати 1000 метрів — до 300 км.

## Геологія
Поріг складають базальтові породи, перекриті уривчастим шаром теригенно-вулканогенних осадів із відносною висотою до 3000 метрів. Поверхня вершин порога має платоподібну форму. Глибини над порогом досягають у середньому 400-500 метрів. Поріг є природним кордоном між Норвезьким морем на сході та Західноєвропейською улоговиною Атлантичного океану на заході.

## Циркуляція вод
Фарерсько-Ісландський поріг вважають північним кордоном Атлантичного океану, попри те, що води Атлантики проходять цей поріг і досягають району Нової Землі. Води Атлантичного океану, проходячи Фарерсько-Ісландський поріг, прямують на північ і утворюють Норвезьку течію, яка поділяється на дві гілки: Шпіцбергенську течію і Нордкапську течію.

## Рибопромислове значення
На досить великих глибинах південного схилу Фарерсько-Ісландського порогу, мешкали багато морських окунів (Sebastes marinus і Sebastes mentella), які утворювали кілька локальних стад. Одне з них — район Розен-Гартен — почав експлуатувати ще 1936—1937 років флот Німеччини. На той час улови досягали 50 тис. тонн, але до початку Другої світової війни район збіднів. Донині запаси в цьому районі не відновились.

## Цікаві факти
Під час Другої світової війни Фарерсько-Ісландський поріг охороняли англійські морські сили. Для їх ліквідації 21 листопада 1939 року німецьке командування направило в цей район лінкори «Гнейзенау» та «Шарнхорст».